# ゲンナジー・ジトコ
ゲンナジー・ヴァレリエヴィチ・ジトコ（ロシア語: Геннадий Валериевич Жидко、1965年9月12日 - 2023年8月16日）はロシア連邦軍の元大将。ジトコはシリア派遣軍の参謀長としての功績が評価され、2017年にロシア連邦英雄の称号を授与された。この任務の後、ジトコは東部軍管区を指揮し、ロシア連邦軍政治総局の長官に就任した。
ロシアのウクライナ侵攻中の2022年5月下旬、アレクサンドル・ドヴォルニコフ上級大将に代わり、ジトコがウクライナ侵攻軍の総司令官に任命された。2022年10月、ジトコに代わりウクライナ侵攻軍の新司令官にセルゲイ・スロヴィキン上級大将が就任した。

## 軍歴
1965年9月12日にウズベク・ソビエト社会主義共和国のヤンギオボド村で生まれた。
1987年にタシケント高等戦車指揮学校を卒業したジトコは、第27親衛自動車化狙撃師団（オレンブルク州トーツコエ）の小隊長となった。ヴォルガ軍管区および沿ヴォルガ・ウラル軍管区の同師団に在籍中に、師団砲兵大隊指揮官となり、早期に大尉に昇進し、その後大佐にまで昇進した。ジトコは消防訓練を組織したことでウラル軍管区司令官アレクサンドル・バラノフ上級大将から賞を受賞した。
1997年にマリノフスキー装甲アカデミーを卒業。
ジトコはタジキスタンのドゥシャンベにある第201自動車化狙撃師団隷下の第92自動車化狙撃連隊の指揮官を2001年まで務めた。2007年に参謀本部軍事アカデミーを卒業し、2007年8月から2009年7月までヴォルゴグラードを拠点とする北カフカーズ軍管区の第20親衛自動車化狙撃師団の指揮官を務めた。
この地位に在任中、ジトコはアレクサンドル・ラーピン少将の任務を継続し、軍事グループとの信頼関係を確立し、戦闘と技術訓練を改善した。また、徴集兵から契約軍人への師団（人員）の移行の開始を監督した。

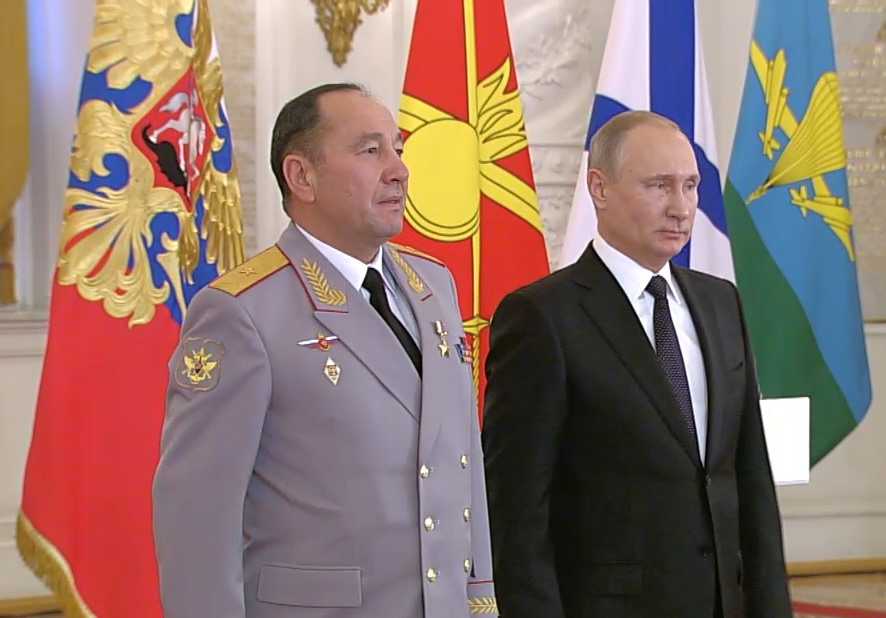
ジトコ（左）とウラジーミル・プーチン大統領（右）（2017年）

2009年7月から2011年1月までジトコはモスクワ軍管区（2010年に西部軍管区に改編）の第20親衛諸兵科連合軍（本部ヴォロネジ）の副司令官を務めた。2011年1月から2012年1月までサンクトペテルブルクに拠点を置く西部軍管区の第6諸兵科連合軍の第一副司令官兼参謀長を務めた。ジトコはこの部隊の編成に加わり、その編成手腕に対して第6軍司令官のエフゲニー・ウスティノフ少将と西部軍管区司令官のアルカディ・バーヒン大将に注目された。
2015年1月から2016年9月まで、ジトコは中央軍管区の第2親衛諸兵科連合軍（本部サマーラ）の第一副司令官兼参謀長を務め、2016年9月から2017年11月まで同連合軍の司令官を務めた。軍事演習「ザーパド2017」の期間中にこの部隊はサマーラからコラ半島へと迅速に展開した。2016年2月20日、ジトコは少将に昇進した。

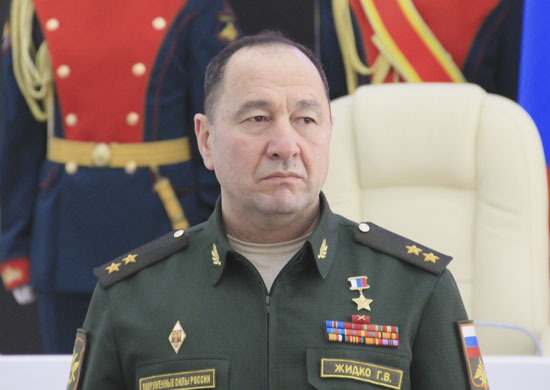
ジトコ（2018年11月）

2017年12月、ルスタム・ムラドフ少将が第2親衛軍司令官の任を引き継いだ。ロシアのシリア軍事介入に参加したジトコは、2016年にシリア派遣軍の参謀長を務めた。2017年11月22日から2018年11月3日まで、ロシア連邦軍参謀本部参謀次長を務めた。2018年6月11日、中将に昇進した。
2018年11月、ジトコは東部軍管区司令官に任命され（西部軍管区司令官に転任したアレクサンドル・ズラブリョフの後任）、11月13日にハバロフスクの管区司令部で就任式が行われた。2020年6月11日、ジトコは大将に昇進した
2021年11月12日のロシア大統領令により、ジトコはロシア連邦軍政治総局（GVPU）長官および国防次官に任命された。2022年7月28日、ヴィクトル・ゴレミキン大将がジトコの後任としてGVPU長官に就任した

### 2022年のウクライナ侵攻
2022年5月26日、「紛争情報チーム」（CIT）はロシア兵士の話として、ロシアのウクライナ侵攻中にアレクサンドル・ドヴォルニコフ上級大将の後任としてジトコがロシア軍の指揮を執ったと報告した。2022年6月22日、ガーディアンは、ロシア国防大臣のセルゲイ・ショイグのウクライナ訪問中に「ゲンナジー・ジトコ大将がウクライナにいる部隊の指揮を現在執っていることを認めたと見られる映像」について報じた。ジトコは5月に侵攻軍司令官となったが、その1か月後に解任され東部軍管区の司令官に再度任じられた。その後セルゲイ・スロヴィキンが10月8日に侵攻軍司令官に就任したことが公に発表された。
ジトコは2022年7月に米国の制裁対象となった。 その後、国際平和と安全への重大な違反として特別経済措置法（S.C. 1992, c. 17）に基づいてカナダからも制裁を受け、 2022年3月15日にはイギリス政府から制裁を受けた（両国の制裁はロシアのウクライナ侵攻に関連したもの）。

## 死去
2023年8月16日、「長い闘病の後に」モスクワで死亡した。享年58。